# 戰女神VERITA
《戰女神VERITA》為Eushully於2010年4月23日發售之角色扮演類型成人遊戲。其背景設定為Eushully社旗下兩大系列作品「戰女神」與「幻燐的姫将軍」的延伸，填補了兩個在同塊大陸交會交織的空白歷史。

## 故事
在戰女神ZERO的故事300年後，セリカ・シルフィル伴隨著被封入劍中的魔神ハイシェラ再度走訪了那塊曾經爆發過幻燐戰爭的土地レスペレント，於マータ砂漠遇到被流放的前カルッシャ王國姬將軍エクリア・フェミリンス。同時在幻燐戰爭獲得勝利的メンフィル國王リウイ・マーシルンは，為了平復於戰爭中失卻愛妻的傷痛，リウイ決定用心經營著這塊在戰後殘破不堪的獲得的土地レスペレント。
西方諸國的神殿派遣聖女ルナ=クリア率領訪問團訪問，由於フェミリンス失卻了力量，使的被封印在大陸的「深凌の楔魔」開始漸漸突破封印而活耀了起來，位於レスペレント的北方諸國至位於ヴァタール的中原諸國一代的廣大地方，陷入了長期的動亂。

## 登場角色
賽里卡・西路菲爾
被人稱爲「弑神者」傳説中一樣的存在。
原為信仰嵐之神巴裏哈魯特之勇士，劍術精湛，被委以尋找出淨化神器「雨露之器」之方法的重任。旅途中結識了化名為「萨蒂娅」的上古女神：正義制裁之神「阿斯托莱雅」。兩情相悅的二人用鈎小指的方式締下永不分離的誓言。然而古神不被現神所容，賽里卡被召回神殿進行了黑暗的神格授予儀式，靈魂同「雨露之器」綁定。遭到洗腦的賽里卡認爲萨蒂娅欺騙了自己，並被派去消滅古神，隨後在忘炎山手刃了自己的戀人萨蒂娅。不忍傷害戀人的萨蒂娅，爲了讓賽里卡恢復神智，而選擇自我犧牲：以聖炎天火淨化了「雨露之器」，將自己的神体捐出作爲賽里卡靈魂的容器，但無法下定決心消抹的賽里卡的部分記憶和軀體則成爲了黑暗体「拉普西亞」，自己的意識去向不明。
因為獲得女神的身體，其壽命幾乎永無止境。但由於凡人的力量無法駕馭女神的軀體，而不得不依靠「性魔術」從外界獲取精力維持自身意識形態，否則身體會恢復女性的特徵並失去理智暴走。在前作中，拼盡全力消滅了墮落的上古女神：慈悲之神「愛都絲」，而失去了全部的記憶和情感。再次蘇醒的他為了弄清楚自己的過去，伴隨著由馬塔砂漠遇到的艾柯里亞一同流浪。在旅途中為了拯救前姬將軍艾柯里亞耗盡自己的魔力，最後使艾柯里亞成為自己的使徒才挽回了賽里卡的性命。
海雪拉（聲優：知七）
覬覦女神亞斯特萊亞軀體的魔神，推測為在「三神爭霸」時期，史前人類的製造產物。多次與賽裡加交鋒，並在賽里卡意識沉睡的150年裏，取得女神的身體四處征戰。在討伐慈悲之神「愛都絲」前，於賽里卡決鬥失敗後，將自身封印到劍中與賽里卡一同旅行。不必說話就能直接與賽里卡進行內心溝通。雖然失卻身體仍保留著豐富的記憶與知識，補足了賽里卡對大陸的遠古歷史的認知，經常能對賽里卡提出建議。
艾柯里亞・菲米琳斯（聲優：未来羽）
前卡爾夏王國的姬將軍，與曼菲爾王國戰爭戰敗而被流放。在與李維對決時發生暴走，而殺死掩護李維的三妹伊莉娜。受到會轉移給血緣相關者的菲米琳斯詛咒而求死不能，於沙漠中向賽里卡求死未果，最後投海被賽里卡所救成為賽里卡的第一使徒。
露娜・柯利爾（聲優：青山由香里）
瑪滋提利亞的聖女，有者與教皇同等的權力。其奉侍的軍神瑪滋提利亞與賽里卡為對立狀態。在討伐慈悲之神「愛都絲」時，向諸神進言而讓作爲不能存在之物的賽里卡獲得了片刻繼續存在的理由。目前帶領西方諸國的使節團，幫助賽里卡完成對於席露菲雅贖罪，最後為保護賽里卡而死。
李維・馬席倫
其出身為半魔人，是深凌の楔魔の一柱第四位魔神的後代，也因此不被マーズテリア教團相容。為了實現魔族與人類的和平共處而戰鬥，最後成為曼菲爾國的國王。在戰爭後，由於愛妻席露菲雅因為與李維相愛而使席露菲雅被剝奪神格，因而盡心的經營被席露菲雅所珍視的土地レスペレント。
佳莉安（聲優：青山由香里）
上級惡魔與睡魔所產生的魔族劍士，是李維的青梅竹馬，伴隨著里烏伊一起成長，對里烏伊來說是姐姐一般的存在。

## 評價
《戰女神VERITA》在日本美少女游戏与动画相关商品销售网站Getchu.com的2010年4月销量榜上排名第2名；5月排名第22名；上半年排名第3名；全年排名第7名。2010年獲得「萌系遊戲大賞2010」的銀賞。

## 註腳
1. ↑  . Getchu.com.   [2014年5月6日]. （原始内容存档于2020年1月9日） （日语）.
2. ↑  . Getchu.com.   [2024-07-12]. （原始内容存档于2020-07-08） （日语）.
3. ↑  . Getchu.com.   [2024-07-12]. （原始内容存档于2020-07-08） （日语）.
4. ↑  . Getchu.com.   [2024-07-12]. （原始内容存档于2023-01-16） （日语）.
5. ↑  . Getchu.com.   [2024-07-12] （日语）.
6. ↑  .   [2017年3月2日]. （原始内容存档于2014年5月5日） （日语）.

## 外部連結
- 官方網站 （页面存档备份，存于）（日語）